# 大野台 (相模原市)
- 日本 > 神奈川県 > 相模原市 > 南区 > 大野台 (相模原市)
- 日本 > 神奈川県 > 相模原市 > 中央区 > 大野台 (相模原市)

大野台（おおのだい）は、神奈川県相模原市南区と中央区の町名。現行行政地名は大野台一丁目から大野台八丁目。住居表示実施済区域。

## 地理
南区の北東部に位置している。また、三丁目の一部は中央区に所属している。

### 地価
住宅地の地価は、2023年（令和5年）1月1日の公示地価によれば、大野台5-22-4の地点で16万3000円/m2となっている。

## 世帯数と人口
2020年（令和2年）10月1日現在（国勢調査）の世帯数と人口（総務省調べ）は以下の通りである。
| 区             | 丁目           | 世帯数    | 人口     |
| -------------- | -------------- | --------- | -------- |
| 南区           | 大野台一丁目   | 898世帯   | 2,345人  |
| 南区           | 大野台二丁目   | 974世帯   | 2,160人  |
| 南区           | 大野台三丁目   | 996世帯   | 2,468人  |
| 南区           | 大野台四丁目   | 1,474世帯 | 3,056人  |
| 南区           | 大野台五丁目   | 1,282世帯 | 3,413人  |
| 南区           | 大野台六丁目   | 1,266世帯 | 2,728人  |
| 南区           | 大野台七丁目   | 872世帯   | 2,416人  |
| 南区           | 大野台八丁目   | 100世帯   | 242人    |
| 南区           | 合計           | 7,862世帯 | 18,828人 |
|                |                |           |          |
| 中央区         | 大野台三丁目   | 169世帯   | 407人    |
| 南区・中央区計 | 南区・中央区計 | 8,031世帯 | 19,235人 |

### 人口の変遷
国勢調査による人口の推移。南区と中央区の合算である。
| 年                 | 人口   |
| ------------------ | ------ |
| 1995年（平成7年）  | 17,553 |
| 2000年（平成12年） | 18,391 |
| 2005年（平成17年） | 19,138 |
| 2010年（平成22年） | 18,956 |
| 2015年（平成27年） | 19,366 |
| 2020年（令和2年）  | 19,235 |

### 世帯数の変遷
国勢調査による世帯数の推移。南区と中央区の合算である。
| 年                 | 世帯数 |
| ------------------ | ------ |
| 1995年（平成7年）  | 5,781  |
| 2000年（平成12年） | 6,491  |
| 2005年（平成17年） | 7,039  |
| 2010年（平成22年） | 7,166  |
| 2015年（平成27年） | 7,578  |
| 2020年（令和2年）  | 8,031  |

## 学区
市立小・中学校に通う場合、学区は以下の通りとなる（2023年5月時点）。
| 丁目         | 番・番地等                | 小学校                     | 中学校                 |
| ------------ | ------------------------- | -------------------------- | ---------------------- |
| 大野台一丁目 | 全域                      | 相模原市立大野台中央小学校 | 相模原市立由野台中学校 |
| 大野台二丁目 | 全域                      | 相模原市立大野台中央小学校 | 相模原市立由野台中学校 |
| 大野台三丁目 | 1～12番                   | 相模原市立共和小学校       | 相模原市立由野台中学校 |
| 大野台三丁目 | 13～45番                  | 相模原市立大野台中央小学校 |                        |
| 大野台四丁目 | 1番～27番                 | 相模原市立大野台中央小学校 | 相模原市立大野台中学校 |
| 大野台四丁目 | 30番                      | 相模原市立双葉小学校       | 相模原市立麻溝台中学校 |
| 大野台五丁目 | 1番、9番 12～28番         | 相模原市立大野台中央小学校 | 相模原市立由野台中学校 |
| 大野台五丁目 | 2〜8番 10〜11番           | 相模原市立大野台中央小学校 | 相模原市立大野台中学校 |
| 大野台六丁目 | 1番～4番4号 4番24号～47号 | 相模原市立大野台中央小学校 | 相模原市立大野台中学校 |
| 大野台六丁目 | 4番5～23号 5～21番        | 相模原市立大野台小学校     | 相模原市立大野台中学校 |
| 大野台七丁目 | 全域                      | 相模原市立大野台小学校     | 相模原市立大野台中学校 |
| 大野台八丁目 | 全域                      | 相模原市立大野台小学校     |                        |

## 事業所
2021年（令和3年）現在の経済センサス調査による事業所数と従業員数は以下の通りである。
| 区             | 丁目           | 事業所数  | 従業員数 |
| -------------- | -------------- | --------- | -------- |
| 南区           | 大野台一丁目   | 68事業所  | 722人    |
| 南区           | 大野台二丁目   | 76事業所  | 2,404人  |
| 南区           | 大野台三丁目   | 69事業所  | 1,199人  |
| 南区           | 大野台四丁目   | 67事業所  | 1,488人  |
| 南区           | 大野台五丁目   | 57事業所  | 609人    |
| 南区           | 大野台六丁目   | 80事業所  | 1,303人  |
| 南区           | 大野台七丁目   | 23事業所  | 529人    |
| 南区           | 大野台八丁目   | 3事業所   | 99人     |
| 南区           | 合計           | 443事業所 | 8,353人  |
|                |                |           |          |
| 中央区         | 大野台三丁目   | 12事業所  | 85人     |
| 南区・中央区計 | 南区・中央区計 | 455事業所 | 8,438人  |

### 事業者数の変遷
経済センサスによる事業所数の推移。
| 年                 | 事業者数 |
| ------------------ | -------- |
| 2016年（平成28年） | 468      |
| 2021年（令和3年）  | 455      |

### 従業員数の変遷
経済センサスによる従業員数の推移。
| 年                 | 従業員数 |
| ------------------ | -------- |
| 2016年（平成28年） | 8,290    |
| 2021年（令和3年）  | 8,438    |

## 交通
- 国道16号

## 施設
- 神奈川県警察本部交通部第二交通機動隊相模原分駐所
- 相模原ゴルフクラブ
- 相模原市立大野台小学校
- 相模原市立大野台中学校
- ニトリモール相模原
- フードワン大野台店

## その他

### 日本郵便
- 郵便番号
  - 南区 : 252-0331[4]（集配局 : 座間郵便局[17]）。
  - 中央区 : 252-0331[5]（集配局 : 相模原郵便局[17]）。